# Suchora (polana)
Suchora, Suhora – wydłużona polana w Gorcach, położona na zboczach południowego grzbietu Suchory, północnych zboczach Obidowca i płytkim siodle pomiędzy tymi szczytami. Na jej górnej części znajduje się należące do Uniwersytetu Pedagogicznego w Krakowie Obserwatorium astronomiczne na Suhorze. Polana ma powierzchnię 7,91 ha i znajduje się na wysokości 950–1000 m n.p.m. Mimo niewielkiej powierzchni występuje na niej aż 7 zespołów roślinności, oraz rzadkie gatunki roślin, m.in. podkolan biały, storczyk gółka długoostrogowa oraz dziewięćsił bezłodygowy. Wiosną masowo zakwitają na niej krokusy (szczególnie w części północnej). W górnej (południowej), oraz środkowej części polany dominuje zespół łąki mieczykowo-bliźniczkowej. Jego darń tworzą głównie: mietlica pospolita, śmiałek darniowy i kostrzewa czerwona. Na bardziej jałowych i suchych miejscach występuje ubogi gatunkowo zespół bliźniczki psiej trawki. Oprócz dominującej psiej trawki rośnie w nim również jastrzębiec Lachenala, kuklik górski i pięciornik złoty (te dwa ostatnie gatunki zaliczane są do roślinności alpejskiej). Występuje tu rzadki już mieczyk dachówkowaty. Wschodnią część polany zarastają borówczyska borówki czarnej.
Nad polaną często zaobserwować można szybującego drapieżnego myszołowa zwyczajnego. Bywają tutaj też jarząbki – te płochliwe ptaki są jednak trudne do zaobserwowania. Zarastająca młodym lasem przełęcz na polanie pełni funkcję ekologicznego korytarza. Duże gorczańskie drapieżniki – wilki i rysie przechodzą tędy pomiędzy dolinami Olszowego Potoku i potoku Poręba.
Polana znajduje się na obszarze Gorczańskiego Parku Narodowego (obwód ochronny Suchora), w granicach wsi Poręba Wielka w województwie małopolskim, w powiecie limanowskim, w gminie Niedźwiedź. Z polany widoki na Gorce, Beskid Wyspowy i Pasmo Babiogórskie.

## Szlak turystyczny
Koninki – Jaworzyna (Porębska) – Tobołów – Starmaszka – Suchora – Obidowiec. Odległość 4,1 km, suma podejść 610 m, suma zejść 40 m, czas przejścia 1:50 godz., ↓ 1:10 godz.

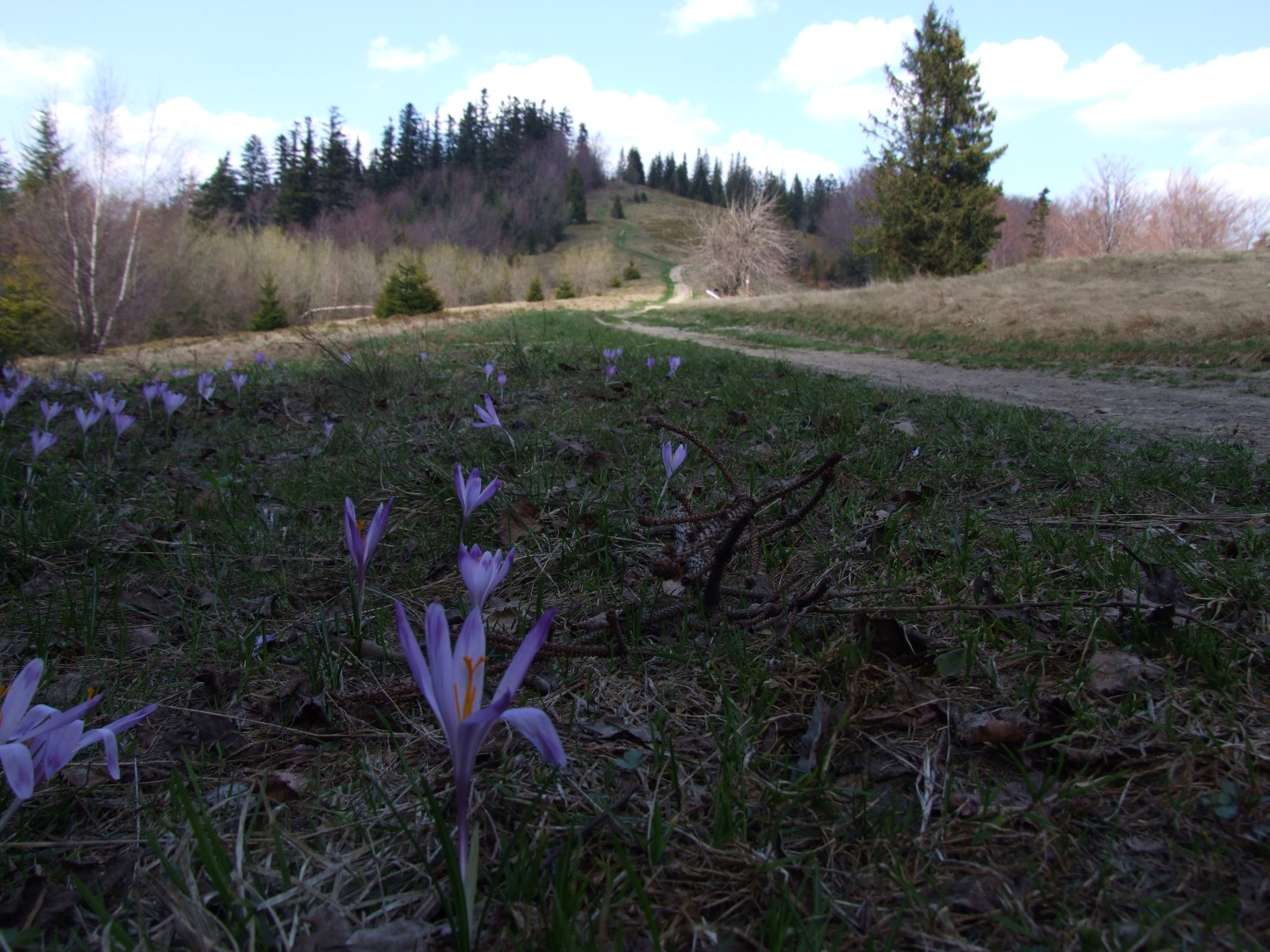